# Morsott
Morsott è un comune dell'Algeria, situato nella provincia di Tébessa.